# 西康涅狄格州立大學

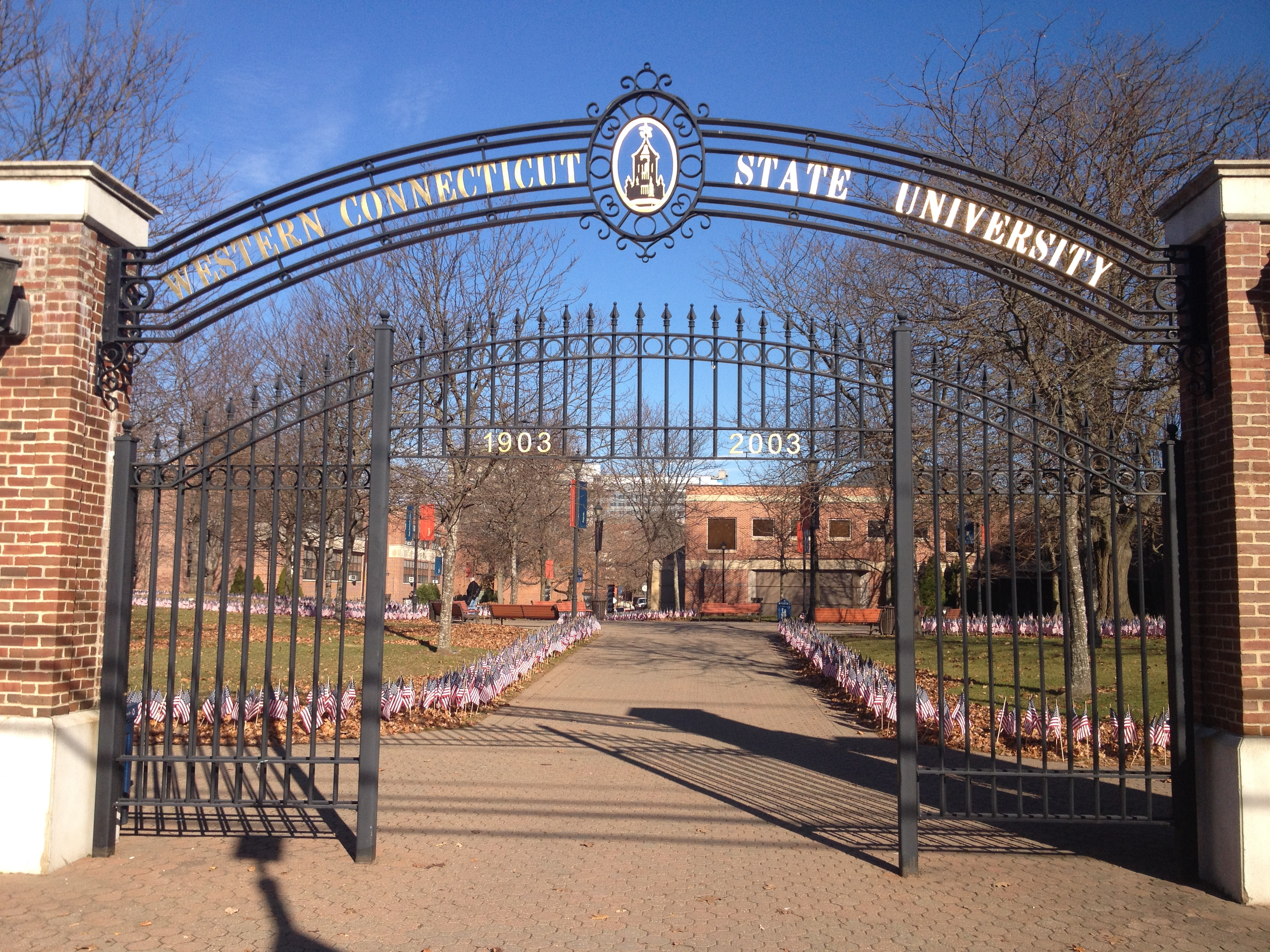
大学校门

西康涅狄格州立大學（Western Connecticut State University；缩写：WestConn、WCSU）是主校区位于美国康涅狄格州丹伯里的一所州立大学，隶属于康涅狄格州立大学系统。该大学创立于于1903年，当时是一所师范学校，即丹伯里师范学校（Danbury Normal School），多次改名之后在1983年改现名。